# Retków (Mazovie)
Pour les articles homonymes, voir Retków.
Retków (prononciation : [ˈrɛtkuf]) est un village polonais de la gmina de Stanisławów dans le powiat de Mińsk de la voïvodie de Mazovie dans le centre-est de la Pologne.
Il est situé à environ 3 kilomètres au nord-ouest de Stanisławów (siège de la gmina), 14 kilomètres au nord de Mińsk Mazowiecki (siège du powiat) et 37 kilomètres à l'est de Varsovie (capitale de la Pologne).

## Histoire
De 1975 à 1998, le village appartenait administrativement à la voïvodie de Siedlce.